# James Tiptree, Jr.
Alice Bradley Sheldon (24 de agosto de 1915-19 de mayo de 1987) fue una escritora estadounidense que usó el seudónimo James Tiptree, Jr. desde 1967 hasta su fallecimiento, veinte años después. También empleó la firma Racoona Sheldon entre 1974 y 1977. Tiptree/Sheldon fue reconocida por romper las barreras entre la percepción de una literatura exclusivamente masculina o femenina.  

## Biografía

### Primeros años
Alice Sheldon pertenecía a una familia intelectual; su padre era Herbert Bradley, un abogado y naturalista, y su madre era Mary Hastings Bradley, una prolífica escritora de ficción y libros de viaje. Con su familia, Sheldon viajó por todo el mundo desde muy joven, sobre todo por India y África. Estuvo casada con William Davey de 1934 a 1941 y fue artista gráfica, pintora y crítica de arte para el Chicago Sun durante 1941 y 1942.   
En 1942 se unió al ejército de los Estados Unidos y trabajó en el grupo de foto-inteligencia de la Fuerza Aérea de los Estados Unidos. En 1945 se casó con su segundo marido, Huntington D Sheldon, dejó el ejército un año después y creó una pequeña empresa junto a su esposo. Ese mismo año se publicó su primer cuento, Los afortunados  ("The lucky ones"), en la revista The New Yorker, bajo el nombre de Alice Bradley. Por esta época escribió los poemas que se publicarían en forma póstuma más de tres décadas después. En 1952 ella y su marido fueron invitados a unirse a la CIA. Ella renunció en 1955 para volver a la universidad. 
Se recibió con un título de Bachelor of arts, similar a una licenciatura, en la American University, llegando a alcanzar un doctorado en Psicología experimental en la George Washington University en el año 1967. Para su tesis de doctorado eligió como tema las reacciones de los animales a estímulos nuevos en ambientes disímiles. 
Siempre tuvo una relación compleja en cuanto a su orientación sexual, a la cual se refirió de diferentes maneras con el correr de los años. 
“Realmente me gustan mucho algunos hombres, pero al principio, antes de saber nada sobre el tema, siempre fueron las mujeres las que me resultaron atractivas”.

## Su carrera como escritora de ciencia ficción
Sin saber qué hacer con sus nuevos títulos y sus profesiones anteriores, Sheldon comenzó a escribir ciencia ficción. En 1967 adoptó el seudónimo James Tiptree Jr. Eligió un nombre genérico como James y luego sacó el apellido Tiptree de un frasco de mermelada. En una entrevista afirmó: “Un nombre masculino me parecía una buena manera de camuflarme. Sentía que un hombre pasaría más desapercibido. Había tenido demasiadas experiencias en mi vida en ser la primera mujer en una ocupación determinada”.
El seudónimo fue mantenido con éxito hasta 1976. Esto se debía en parte a que, si bien se sabía que Tiptree era un seudónimo, en general se entendía que era usado para proteger la reputación de un oficial de inteligencia. Lectores, editores y corresponsales eran libres de elegir a que género pertenecía, y en general, aunque no invariablemente, asumían “masculino”. Había cierta especulación, basada en los temas de sus historias, de que Tiptree podía ser una mujer. 
“Tiptree” nunca hizo una aparición pública, pero si se comunicaba con algunos lectores y otros autores de ciencia ficción por correo. Cuando se le preguntaba por su vida personal proporcionaba datos verdaderos, exceptuando información relacionada con el género al que pertenecía. Muchos de los detalles que Tiptree dio a conocer en sus cartas (sobre su carrera en las Fuerzas Armadas, su doctorado) aparecieron también en biografías oficiales.  

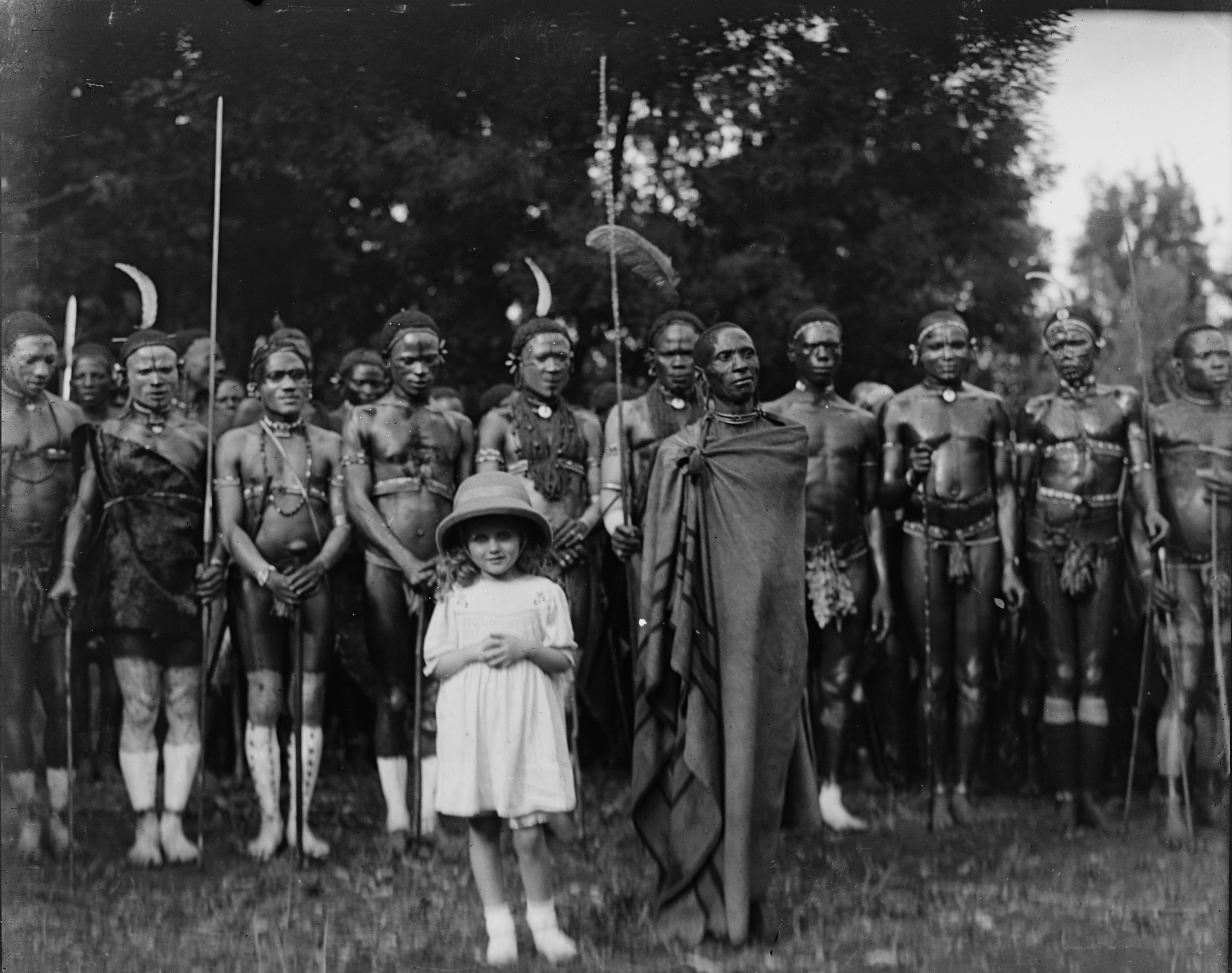
James Tiptree, Jr.

Luego de la muerte de su progenitora Mary Bradley en 1976, “Tiptree” mencionó que su madre, que también se había dedicado a la escritura, había muerto en Chicago. Estos detalles llevaron a sus fanes a encontrar el obituario, con referencias a Alice Sheldon. Pronto todo fue revelado. Algunos reconocidos escritores de ciencia ficción se vieron en una situación embarazosa. Robert Silverberg había argumentado en el prólogo que escribió para Mundos cálidos y otros ("Warm worlds and otherwise") que, sobre la base de los cuentos seleccionados para el libro la teoría de que Tiptree fuese mujer era absurda. En la introducción a un cuento de Tiptree en la antología De nuevo, visiones peligrosas ("Again, dangerous visions") que había compilado Harlan Ellison, este opinó que “Kate Wilhelm es la mujer a vencer este año, pero Tiptree es el hombre”. El artículo de Silverberg, sin embargo, toma una posición y deja en claro que el género de Tiptree era objeto de debate. 
El haber revelado su género tuvo menos impacto en la opinión de la gente referida a su talento que el que ella esperaba. Por ejemplo, su último premio Nébula (por El eslabón vulnerable, publicado bajo el seudónimo Racoona Sheldon) le fue otorgado en 1977.

## Obra
Triptee/Sheldon era una escritora ecléctica, capaz de trabajar en una variedad de estilos y subgéneros, a menudo capaz de combinar el enfoque tecnológico de los escritores hard con las inquietudes sociológicas y psicológicas de la ciencia ficción soft y algo del estilo de la New Wave.    
Luego de escribir algunas historias más convencionales, produjo en 1969 El último vuelo del Doctor Ain, su primer trabajo que fue profundamente aclamado. 
Muchas de sus historias poseen un ambiente que recuerda a la ópera espacial y las revistas Pulp que leía en su juventud, aunque con un tono más oscuro: los viajes estelares de los personajes están a menudo vinculados con una fuerte alineación espiritual, o una experiencia trascendente que provoca una satisfacción, pero también la muerte. John Clute, notando las “inconsolables complejidades de la visión [de Tiptree]” concluyó que “es muy raro que una historia de James Tiptree no trate directamente con la muerte y termine con la muerte del espíritu, o de toda esperanza, o de toda la humanidad”. Entre las más notables de este estilo se encuentra Un momentáneo sabor de existencia, en el cual el propósito de la humanidad, hallado en un lejano planeta, hace de la vida humana individual algo totalmente inútil. 	
Otro tema recurrente es la tensión entre libre albedrío y determinismo biológico, o de la razón y el deseo sexual. Amor es el plan el plan es la muerte, una de las más extrañas historias de ciencia ficción en la que no aparecen humanos, describe las racionalizaciones de una criatura alienígena por el brutal instinto que determina su ciclo de vida. En El eslabón vulnerable se sugiere que los humanos podrían razonar de una manera específica como para poder convertirse en asesinos sexuales desquiciados. El sexo es retratado en la obra de Tiptre de una forma lúdica ciertas veces pero amenazante otras. 
Antes de revelar su identidad, se podía considerar que Tiptree manejaba temas demasiado feministas para un escritor del género masculino, particularmente en Las mujeres que los hombres no ven, donde una decisión aparentemente extrema retrata la exclusión que sufren las mujeres. Sin embargo, la visión de estos temas en su obra puede ser también ambigua, como en la sociedad de clones femeninos de Houston, Houston, me recibe?.
Las dos novelas de Sheldon, escritas hacia el fin de su carrera, no recibieron tan buenas críticas como sus historias más reconocidas pero siguieron explorando temas similares. Algunos de sus trabajos más destacados se pueden hallar en Su humo se elevó para siempre, editado en 2004.

## Muerte
Sheldon continuó escribiendo bajo el nombre de Tiptree por una década luego de que su seudónimo fuese revelado. En el mes de mayo de 1987, a la edad de 71 años, Sheldon dio muerte de un disparo a su marido de 84 años que se encontraba prácticamente ciego además de tener varios problemas de salud, y luego se suicidó volviendo el arma contra sí. Fueron encontrados cogidos de la mano. Las autoridades que investigaron el caso declararon que aparentemente la pareja había hecho un pacto suicida acordando que ambos se darían muerte si su vida se volvía en extremo difícil y dolorosa para alguno de ellos o para ambos (ella también era víctima de una enfermedad pulmonar crónica). De acuerdo con la biógrafa Julie Phillips, la nota suicida que Sheldon dejó había sido escrita años atrás y guardada hasta que fuese necesario utilizarla. En una entrevista realizada por Charles Platt a principios de la década de 1980, Sheldon habló de sus problemas emocionales y de sus anteriores intentos de suicidio. Gran parte de sus trabajos eran oscuros y pesimistas, lo que, en retrospectiva, puede verse como un reflejo de estos problemas. 	
El James Tiptree, Jr. Award es un premio creado en su honor que se entrega todos los años a obras de ciencia ficción que expanden o exploran la comprensión de los temas relacionados con el género. 

### Otros
- Hojas tersas: La poesía de James Tiptree, Jr. (1996).
- Conóceme hasta el infinito <colección de ficciones inéditas, ensayos y textos de no-ficción, con una importante cantidad de información sobre su vida, editado por Jeffrey D. Smith, amigo de Alice Sheldon>. (2000).

### Libros sobre Alice Sheldon
- James Tiptree, Jr. , por Julie Phillip (2006)

## Premios

### Ganados
- 1974: Premio Nébula al mejor relato corto por Amar es el plan, el plan es morir
- 1974: Premio Hugo a la mejor novela corta por La muchacha que estaba conectada
- 1976: Premio Júpiter de novela corta por Houston, Houston, ¿me recibe?
- 1977: Premio Nébula a la mejor novela corta por Houston, Houston, ¿me recibe?
- 1977: Premio Hugo a la mejor novela corta por Houston, Houston, ¿me recibe?
- 1978: Premio Nébula al mejor relato largo por The Screwfly Solution (bajo el seudónimo de Raccoona Sheldon)
- 1984: Premio Locus de relato por Más allá del arrecife muerto
- 1986: Premio Locus de novela corta por The Only Neat Thing to Do
- 1986: Premio SF Chronicle de novela corta por The Only Neat Thing to Do
- 1988: Premio Seiun de cuento extranjero por The Only Neat Thing to Do
- 1999: Encuesta Locus, 6ª mejor novela corta de todos los tiempos por Houston, Houston, ¿me recibe?
- 2000: Premio Seiun de cuento extranjero por Out of the Everywhere

### Finalista
- 1970: Premio Nébula al mejor relato corto por El último vuelo del doctor Ain
- 1973: Premio Nébula al mejor relato corto por Y desperté y me encontré aquí en la fría ladera
- 1973: Premio Hugo al mejor relato largo por Las formas del dolor
- 1973: Premio Hugo al mejor relato corto por Y desperté y me encontré aquí en la fría ladera
- 1974: Premio Nébula al mejor relato largo por La muchacha que estaba conectada
- 1974: Premio Hugo al mejor relato corto por Amar es el plan, el plan es morir
- 1976: Premio Nébula a la mejor novela corta por Un momentáneo sabor de existencia
- 1978: Premio Hugo al mejor relato corto por El ángel que repartió el tiempo
- 1982: Premio Nébula al mejor relato largo por Lirios (un relato de Quintana Roo)
- 1983: Premio Hugo al mejor relato corto por The Boy Who Waterskied to Forever
- 1986: Premio Nébula a la mejor novela corta por The Only Neat Thing to Do
- 1986: Premio Hugo a la mejor novela corta por The Only Neat Thing to Do
- 1987: Premio Mundial de Fantasía a mejor antología por Tales of the Quintana Roo